# Donald Cleland
Donald „Don” Cleland (ur. 28 czerwca 1901 w Coolgardie, zm. 27 sierpnia 1975 w Port Moresby) – australijski żołnierz i polityk, w latach 1952–1966 administrator Terytorium Papui i Nowej Gwinei.

## Życiorys

### Kariera wojskowa
Pochodził ze stanu Australia Zachodnia, jego ojciec pracował w dyrekcji kopalni złota. Jako młody człowiek próbował dostać się do Królewskiego Kolegium Wojskowego w Duntroon, najważniejszej australijskiej szkoły oficerskiej, lecz nie przeszedł rygorystycznych badań lekarskich. Zamiast tego rozpoczął służbę w milicji, gdzie służył do 1928 roku, po czym przeszedł w stan spoczynku.
W 1939 został członkiem Australian Imperial Force, ochotniczego komponentu australijskich sił zbrojnych, który miał służyć na europejskich i bliskowschodnich frontach II wojny światowej. Walczył w Grecji, Libii i Syrii. W 1942 powrócił na krótko do Australii w stopniu majora. Wkrótce później został awansowany na pułkownika i wysłany na Nową Gwineę, gdzie służył w administracji wojskowej. Pod koniec 1942 otrzymał szlify generalskie i został faktycznym szefem sztabu administracji. W 1945 został przeniesiony do rezerwy kadrowej, podobnie jak wielu oficerów, którzy po zakończeniu wojny nie byli już potrzebni w wojsku. 

### Kariera cywilna i polityczna
W latach 20. Cleland zdobył wykształcenie prawnicze i pracował w kancelarii. Działał również w regionalnym, prawicowym ugrupowaniu politycznym pod nazwą Partia Narodowa Australii Zachodniej, z ramienia którego trzykrotnie kandydował bez powodzenia do Zgromadzenia Ustawodawczego Australii Zachodniej. Po powrocie z wojny energicznie zaangażował się w tworzenie zachodnioaustralijskich struktur nowo powstałej Liberalnej Partii Australii (LPA), której został stanowym wiceprzewodniczącym. W 1945 brał udział w konkursie na stanowisko administratora Papui i Nowej Gwinei, lecz jego kandydatura nie została przyjęta, co sam Cleland uważał za przejaw dyskryminacji osób o poglądach odmiennych niż wyznawane przez ówczesny, lewicowy rząd federalny Australii. W tym samym roku bez powodzenia kandydował w wyborach uzupełniających do federalnej Izby Reprezentantów, rozpisanych po śmierci pochodzącego z Australii Zachodniej premiera Johna Curtina. W latach 1945–1949 był dyrektorem sekretariatu federalnego LPA. Należał do głównych organizatorów kampanii wyborczej LPA przed wyborami federalnymi w 1949 roku, w których zwyciężyła i nie oddała władzy przez kolejne 23 lata. 
W 1951 został zastępcą administratora Papui i Nowej Gwinei, następnie mianowano go p.o. administratora, a w 1952 został stałym administratorem tego terytorium. Rządził Papuą przez kolejne 14 lat, aż do przejścia na emeryturę w 1966 roku. 

### Emerytura i śmierć
Jako jedyny administrator Papui-Nowej Gwinei z okresu kolonialnego i powierniczego, zdecydował się pozostać tam również po zakończeniu urzędowania. Jako emeryt pozostawał aktywny w instytucjach akademickich i kościelnych, przez całe życie pozostając zaangażowanym wiernym Kościoła anglikańskiego. Zmarł w Port Moresby w sierpniu 1975, przeżywszy 74 lata. Nie dożył niepodległości Papui-Nowej Gwinei, którą proklamowano trzy tygodnie po jego śmierci, choć wiedział o planowanej proklamacji i brał udział w poprzedzającej ją debacie publicznej. 

### Odznaczenia
Był dwukrotnie odznaczany Orderem Imperium Brytyjskiego. Po raz pierwszy otrzymał go w 1942, był to order najniższej klasy Kawaler (MBE). W 1945 został Komandorem tego orderu (CBE). W 1961 otrzymał tytuł szlachecki Sir. 